# 三角函数线
三角函数线是正弦线、余弦线和正切线的总称，是三角函数的几何表示。

三角函数线，角α的所有三角函数在几何上可以依据以O点为圆心的单位圆来构造。

由于{\displaystyle \sin \alpha ={\frac {y}{r}}}，{\displaystyle \cos \alpha ={\frac {x}{r}}}与点P（x, y）在终边上的位置无关，为简单起见，选取角α的终边 与单位圆的交点为P（x, y），则sin α = y, cos α = x。
过点P作x轴的垂线，垂足为M，显然，线段OM的长度为 |x|，为了去掉绝对值符号，我们引入有向线段的概念。

## 有向线段
规定了方向（起点和终点）的线段称为有向线段（与向量有区别），类似地可以把规定了正方向的直线称为有向直线。若有向线段AB在有向直线l上或与有向直线l平行，根据有向线段AB与有向直线l的方向相同或相反，分别把它的长度添上正号或负号，这样所得的数，叫做有向线段的数量，记为AB。

## 正弦线和余弦线
引入有向线段的概念后，如果x > 0，如图，有向线段OM与x轴同向，其数量为x，如果x < 0，有向线段OM与x轴反向，其数量也为x，故总有OM = x。同理可知MP = y
所以有，sin α = MP, cos α = OM
即有向线段MP、OM的数量分别等于α的正弦、α的余弦。因此，我们把有向线段MP，OM分别叫作角α的正弦线、余弦线。

## 正切线
当角α的终边在y轴的右侧时（如左图），在角α的终边上取点T（1, y'），则{\displaystyle \tan \alpha ={\frac {y'}{1}}=y'=AT}（A为单位圆与x轴正半轴的交点）
当角α终边在y轴左侧时（如右图），在角α的终边的反向延长线上取点T（1, y'）由于它关于原点的对称点Q（−1, −y'）在角α的终边上，故有{\displaystyle \tan \alpha ={\frac {-y'}{-1}}=y'=AT}
即总有tan α = AT
因此，我们把有向线段AT叫做角α的正切线